# Operación Chronicle
La Operación Chronicle fue la invasión aliada de las islas Woodlark y Kiriwina durante la Segunda Guerra Mundial, en el Pacífico Suroeste como parte de la Operación Cartwheel. Un nombre utilizado tempranamente para esta operación fue Operación Coronet. La operación fue ejecutada sin oposición el 30 de junio de 1943.

## Preparativos
La planificación inicial de la incautación de Woodlark y Kiriwina se llevó a cabo en mayo de 1943 en el sexto cuartel general del general Walter Krueger en Brisbane, Australia. El general MacArthur dio el mando de los desembarques a Krueger, así como la responsabilidad de la coordinación de la tierra, el aire y la planificación naval. Woodlark y Kiriwina fueron requeridas como futuros aeródromos para apoyar operaciones en Nueva Guinea, Nueva Bretaña y las Islas Salomón. La invasión fue el primer movimiento anfibio llevado a cabo en el Área del Pacífico Suroeste, con una planificación completa y completa que se convirtió en procedimiento operativo permanente para futuras invasiones.
El apoyo aéreo para la operación se dividió entre el V Comando de Bombarderos de la Fuerza Aérea del Ejército de los Estados Unidos  y la Primera Fuerza Aérea Táctica y el Grupo Operativo No. 9. de la Real Fuerza Aérea Australiana (RAAF). V El Comando del Bombarderos debía bombardear los campos de aviación japoneses en Rabaul, cada noche del 25 al 30 de junio y atender la llamada para apoyar la flota de invasión y proveer apoyo de infantería cercana como fuera requerido. La RAAF debía proveer cobertura de caza como se le solicitó.
Las partidas de reconocimiento aterrizaron en Woodlark y Kiriwina en mayo e informaron que no había tropas japonesas que ocuparan las islas. Debido a un retraso en la reunión de las unidades asignadas a la operación en conjunto, ya que se extendieron por todo el norte de Australia y Nueva Guinea, el Día D fue fijado para el 30 de junio de 1943. Un radar LW-AW de la RAAF, de la No. 305 Radar Station llegó a la isla de Kiriwina el 17 de mayo y se puso en funcionamiento al día siguiente, proporcionando advertencias anticipadas de amenazas en el aire.
Los desembarcos ocurrieron conjuntamente con el desembarco en la bahía de Nassau, Papua Nueva Guinea, y el desembarco de Rendova, Nueva Georgia.

## Desembarcos avanzados

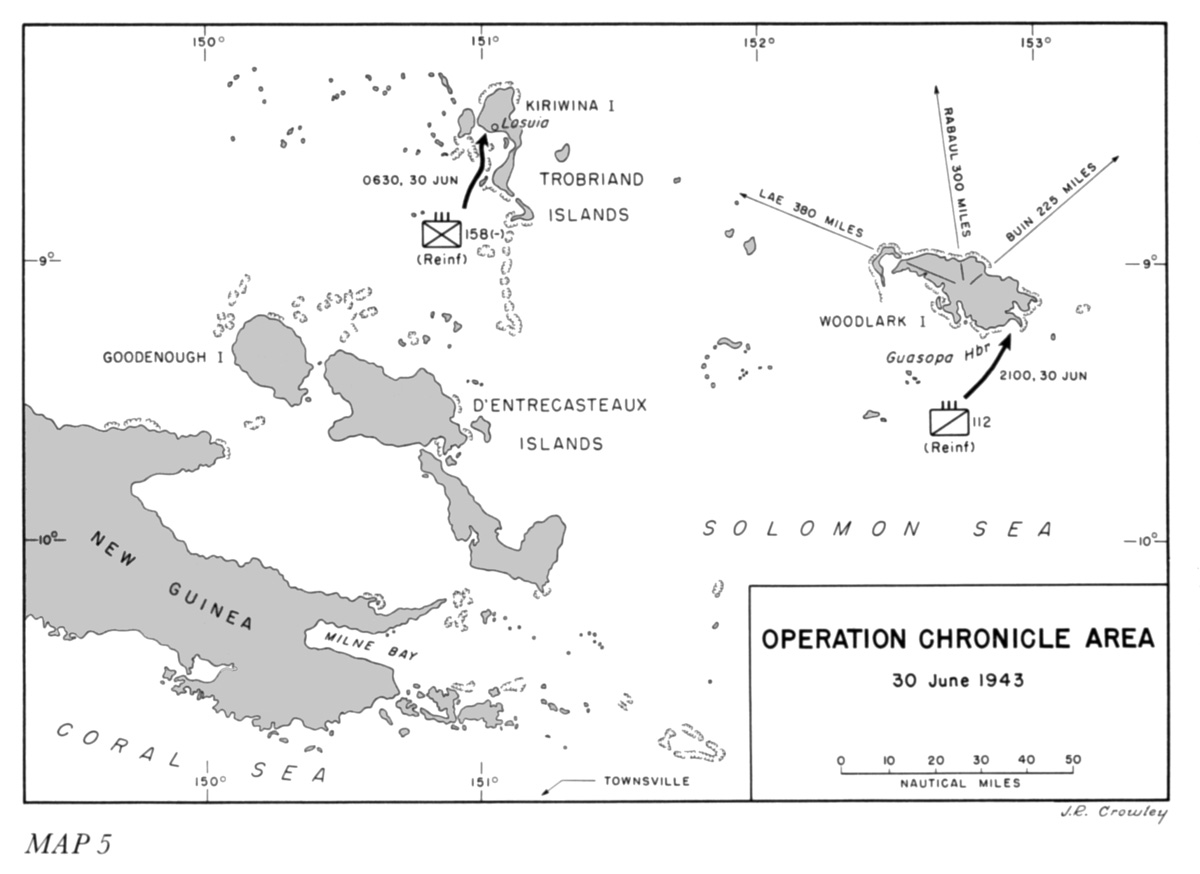
Mapa de la Operación Chronicle.

Una partida avanzada del 112.º Regimiento de Caballería bajo comando del mayor D. M. McMains, salió de la bahía de Milne en el 16:00 el 22 de junio de 1943 a bordo de los destructor de transporte Brooks y Humphreys hacia Woodlark. Llegando al puerto de Guasopa a las 00:32 del 23 de junio, desembarcaron en seis lanchas LCVP. El destructor de transporte se retiró a las 04:00 hacia Milne Bay. Un coastwatcher australiano, que no había sido informado del desembarco, casi atacó la fuerza de desembarcocon su fuerza guerrillera nativa hasta escuchar los cerrados acentos de las tropas. La partida avanzada emprendió reconocimiento, estableció defensas y facilidades para la fuerza de la invasión y despejó obstrucciones en las playas del desembarco.
La partida del 158.º Regimiento de Infantería, con un destacamento de la 59.ª Compañía de Ingeniero de Combate y el pelotón de comunicación del 158.º Regimiento de Infantería, bajo comando del teniente coronel Floyd G. Powell, salió de la bahía de Milne en 18:10 el 23 de junio a bordo del Brooks y el Humphreys. Llegando a Kiriwina a la medianoche del 24 de junio, desembarcaron en lanchas motoras a lo largo de un canal sinuoso a través del arrecife a la playa de Losuia en Kiriwina. Las naves no habían sido descargadas antes de partir, teniendo que volver tres noches más tarde para descargar comunicación pesada y un equipo de ingeniería que quedaba en sus bodegas. La partida avanzada construyó una pista de coral a través del arrecife para permitir el desembarco.

## Citas
1. ↑  Miller, 1959, p. 49.
2. ↑  Miller, 1959, p. 50.
3. ↑  Miller, 1959, p. 53.
4. 1 2  Miller, 1959, p. 55.
5. ↑  Miller, 1959, p. 56.